# 1993 en numismatique
Chronologie de la numismatique
- 1992 en numismatique - 1993 en numismatique - 1994 en numismatique

Cet article présente les faits marquants de l'année 1993 en numismatique.

## Principaux événements numismatiques de l'année 1993

### Par dates

#### Février
- 8 février 1993 :
  -  République tchèque : introduction de la couronne tchèque à la suite de l'éclatement de la Tchécoslovaquie et l'indépendance du pays le 1er janvier précédent : 1 couronne tchèque (CZK) = 1 couronne tchécoslovaque (CSK).
  -  Slovaquie : introduction de la couronne slovaque à la suite de l'éclatement de la Tchécoslovaquie et l'indépendance du pays le 1er janvier précédent : 1 couronne slovaque (SKK) = 1 couronne tchécoslovaque (CSK).

#### Octobre
- 20 octobre 1993 : 
  -  France : mise en circulation du billet de 50 francs Saint-Exupéry[1]

#### Année
- France : émission des pièces commémoratives suivantes :
  - Pièce de 2 francs Jean Moulin
  - Pièce de 20 francs Jeux méditerranéens
  - Pièce de 100 francs Liberté guidant le peuple

## Dates à préciser
- Népal : la valeur de la roupie népalaise est fixée à 1,6 roupie népalaise (NPR) = 1 roupie indienne (INR).